# Гайнц Фреммер
Гайнц Фреммер (нім. Heinz Frömmer; 21 квітня 1921, Плауен — 9 лютого 1945, Кільська бухта) — німецький офіцер-підводник, оберлейтенант-цур-зее крігсмаріне.

## Біографія
1 грудня 1939 року вступив на флот. З 19 травня по 4 серпня 1942 року пройшов практику вахтового офіцера на підводному човні U-518. З 12 вересня 1942 року — 1-й вахтовий офіцер на U-228. 12-15 серпня 1943 року пройшов курс позиціювання (радіовимірювання), з 16 серпня по 17 вересня — курс командира човна. З 4 жовтня 1943 року — командир U-923. 9 лютого 1945 року U-923 підірвався на міні, скинутій британським літаком, і затонув. Всі 48 членів екіпажу загинули.

## Звання
- Кандидат в офіцери (1 грудня 1939)
- Морський кадет (1 травня 1940)
- Фенріх-цур-зее (1 листопада 1940)
- Оберфенріх-цур-зее (1 листопада 1941)
- Лейтенант-цур-зее (1 квітня 1942)
- Оберлейтенант-цур-зее (1 грудня 1943)

## Нагороди
- Нагрудний знак мінних тральщиків (1939)
- Залізний хрест 2-го класу (30 жовтня 1941)
- Нагрудний знак підводника (20 липня 1943)